# Хаас, Мэри Розамунд
Мэри Розамунд Хаас (англ. Mary Rosamund Haas; 12 января 1910, Ричмонд, Индиана — 17 мая 1996, Аламида, Калифорния) — американская лингвистка, специализировавшаяся в изучении индейских языков Северной Америки, тайского языка и в исторической лингвистике.
Член Национальной академии наук США (1978).

## Биография
В Чикагском университете она выполнила дипломную работу по сравнительной филологии. Её первая опубликованная работа A Visit to the Other World, a Nitinat Text (1933) была написана в сотрудничестве с М. Сводешем (за которого она впоследствии вышла замуж).
В 1935 году она защитила докторскую диссертацию по лингвистике в Йельском университете на тему «Грамматика языка туника» (A Grammar of the Tunica Language), посвящённую языку индейцев туника, когда-то живших на территории современной Луизианы. Хаас общалась с последним носителем языка, Сесостри Йоучигант (Sesostrie Youchigant), в результате чего возникла большая коллекция текстов и словарь. Предложила гипотезу о макросемье языков залива.
Вскоре после этого она проводила полевые исследования с последними двумя носителями языка натчез в штате Оклахома, накопив большое количество полевых записей (до сих пор не опубликованных). Вскоре после этого вела полевые исследования крикского языка и была первым лингвистом, собравшим по этому языку большой текстовый материал.
Американский лингвист Карл Титер отмечал в некрологе М. Хаас, что она воспитала гораздо больше лингвистов, чем её учителя Эдвард Сепир и Франц Боас. Кроме того, она являлась научным руководителем полевых исследований более 100 докторантов.
После 2-й мировой войны она вновь начала преподавать тайский язык и вести по нему исследования, и стала ведущим специалистом по полевому изучению тайского языка. До сих пор используется её Thai-English Students' Dictionary, изданный в 1964 году.
В 1963 году была президентом Лингвистического общества Америки.